# Hipocausto

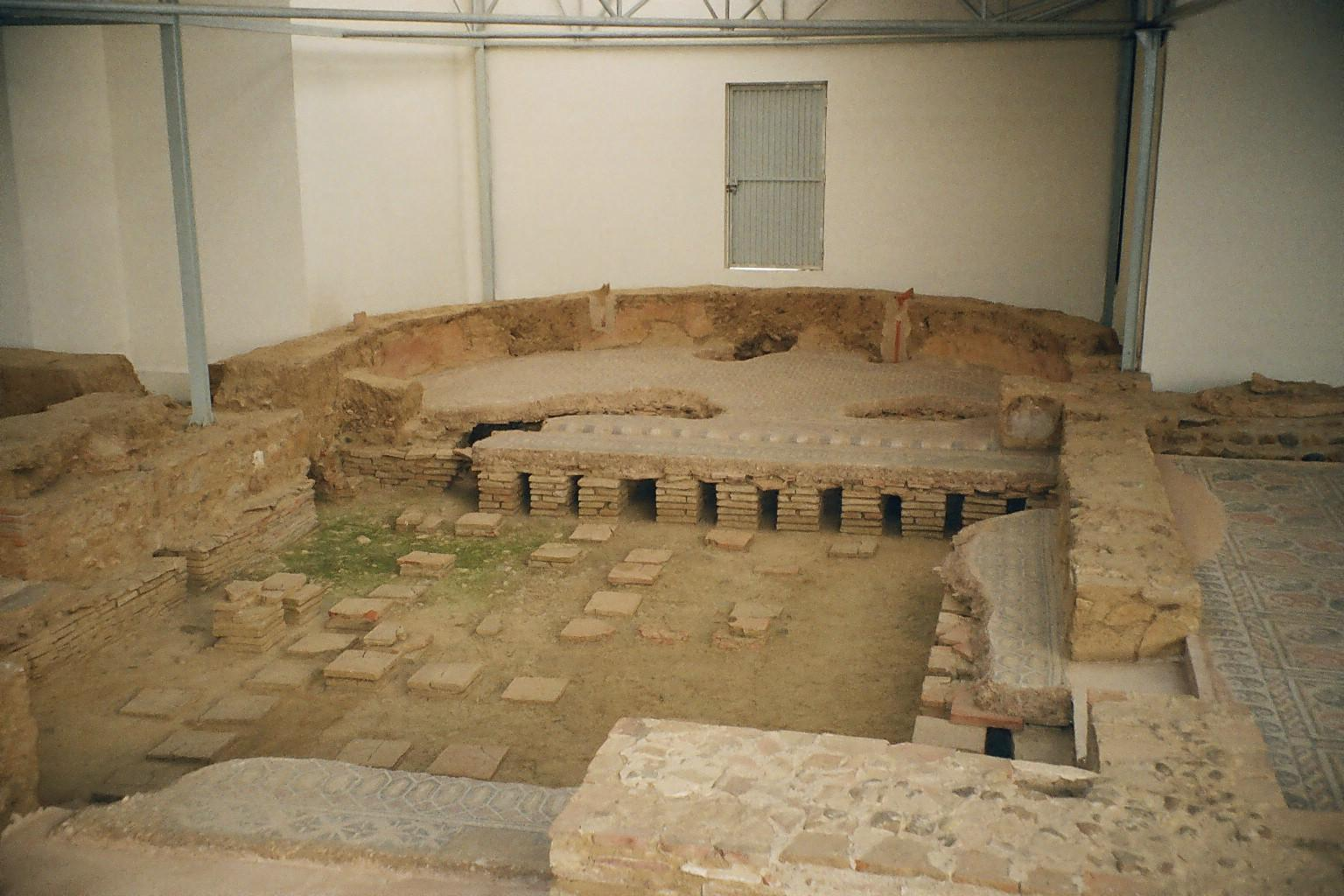
Hipocausto

Hipocausto (latim: hypocaustum) é uma palavra de origem grega cujo significado literal é "aceso por baixo": hypo significa "sob", "por baixo de" e kaiein, "acender".
O hipocausto era um sistema de calefação, geralmente do período romano, em que o ar aquecido numa fornalha (praefurnium) circulava sob o pavimento de um edifício e daí através de tijolos perfurados colocados no interior das paredes.

## História
Sérgio Orata foi creditado por Vitrúvio com a invenção do hipocausto, embora isso não seja totalmente confirmado. O que parece certo é que ele inventou um tipo de banhos suspensos ("balneae pensiles"), algum tipo de banhos termais relaxantes, que são geralmente consideradas hipocaustos.